# Condado de Howard (Maryland)
El condado de Howard es un condado ubicado en la parte central del estado de Maryland, entre Baltimore y Washington D. C.
El condado toma su nombre de John E. Howard, oficial durante la guerra de Independencia de los Estados Unidos y gobernador de Maryland. En 2000, su población es de 247.842 habitantes. Su sede está en Ellicott City.
El condado forma parte del área metropolitana de Washington-Baltimore y oficialmente no tiene municipalidades.

## Historia
El distrito Howard se formó en 1838 al dividirse el condado de Anne Arundel. Tenía el mismo rango que cualquier otro condado excepto que no tenía representantes en la Asamblea General de Maryland. En 1851, se convirtió oficialmente en un condado.

## Demografía
Según el censo de 2000, el condado cuenta con 247.842 habitantes, 90.043 hogares y 65.821 familias de residentes. La densidad de población es de 380 hab/km² (983 hab/mi²). Hay 92.818 unidades habitacionales con una densidad promedio de 142 u.a./km² (368 u.a./mi²). La composición racial de la población del condado es 74,33% blanca, 14,42% afroamericana, 0,24% nativa americana, 7,68% asiática, 0,04% de las islas del Pacífico, 1,11% de otros orígenes y 2,19% de dos o más razas. El 3,02% de la población es de origen hispano o latino cualquiera sea su raza de origen.
De los 90.043 hogares, en el 40,00% viven menores de edad, 60,50% están formados por parejas casadas que viven juntas, 9,50% son llevados por una mujer sin esposo presente y 26,90% no son familias. El 20,80% de todos los hogares están formados por una sola persona y 4,60% incluyen a una persona de más de 65 años. El promedio de habitantes por hogar es de 2,71 y el tamaño promedio de las familias es de 3,18 personas.
El 28,10% de la población del condado tiene menos de 18 años, el 6,30% tiene entre 18 y 24 años, el 34,40% tiene entre 25 y 44 años, el 23,80% tiene entre 45 y 64 años y el 7,50% tiene más de 65 años de edad. La mediana de la edad es de 36 años. Por cada 100 mujeres hay 96,60 hombres y por cada 100 mujeres de más de 18 años hay 92,90 hombres.
La renta media de un hogar del condado es de $74.167, y la renta media de una familia es de $85.422. Los hombres ganan en promedio $57.959 contra $40.412 por las mujeres. La renta per cápita en el condado es de $32.402. 3,90% de la población y 2,50% de las familias tienen entradas por debajo del nivel de pobreza. De la población total bajo el nivel de pobreza, el 3,80% son menores de 18 y el 6,90% son mayores de 65 años.

## Localidades: áreas designadas por el censo (CDP)
1. Columbia
2. Elkridge
3. Ellicott City
4. Jessup (una parte se encuentra en el condado de Anne Arundel (Maryland))
5. North Laurel
6. Savage-Guilford (una combinación de las comunidades de Savage y Guilford reorganizadas como una única comunidad por el censo).

Áreas no designadas por el Censo:
- Clarksville
- Cooksville
- Daniels
- Dayton
- Dorsey
- Fulton
- Glenelg
- Glenwood
- Granite
- Hanover (una parte se encuentra en el condado de Anne Arundel (Maryland))
- Henryton (principalmente en el condado de Carroll (Maryland))
- Highland
- Ilchester
- Lisbon
- Marriottsville (una parte se encuentra en el condado de Carroll (Maryland))
- Scaggsville
- Simpsonville
- Sykesville (principalmente en el condado de Carroll (Maryland)).
- West Friendship
- Woodbine
- Woodstock (principalmente en el condado de Baltimore (Maryland)).

## Educación
El Sistema de Escuelas Públicas del Condado de Howard gestiona escuelas públicas. 